# سودوغدا
سودوغدا (بالروسية: Судогда) هي إحدى مدن روسيا في الكيان الفدرالي الروسي فلاديمير أوبلاست.